# Седа (Пермский край)
Седа — село, входит в Кишертский район Пермского края, в состав Кишертского сельского поселения.

## История
До 2006 года являлась административным центром Сединского сельсовета.

## Население
| 2000 | 2004 | 2008 | 2010 | 2012 | 2014 | 2015 |
| ---- | ---- | ---- | ---- | ---- | ---- | ---- |
| 368  | ↘344 | ↘304 | ↘211 | ↗264 | ↗291 | ↗299 |
| 2016 |      |      |      |      |      |      |
| ↘298 |      |      |      |      |      |      |

## Инфраструктура
Начальную школу и детский сад закрыли. Есть ФАП и частные магазины